# AXN Crime
AXN Crime – kanał spod znaku AXN nadający seriale kryminalne, policyjne i detektywistyczne.
W październiku 2013 roku kanały AXN Crime i AXN SciFi zostały zastąpione przez AXN White i AXN Black.

## Oferta programowa
- Agentka o stu twarzach
- Bez pardonu
- Columbo
- CSI: Kryminalne zagadki Las Vegas
- CSI: Kryminalne zagadki Miami
- CSI: Kryminalne zagadki Nowego Jorku
- Cztery kobiety i pogrzeb
- Deadwood
- Detektyw w sutannie
- Diagnoza morderstwo
- Don Matteo
- Geneza
- Internat
- Ja się zastrzelę
- Komisarz Rex
- Largo
- Lekarze z Los Angeles
- Napisała: Morderstwo
- Paco i jego ludzie
- Policjanci z Mt. Thomas
- ReGenesis
- Sprawiedliwość na 18. kołach
- Szczury wodne
- Ten sam dzień
- The Shield: Świat glin
- Zabójcze umysły